# Biserica ortodoxă din Feleacu

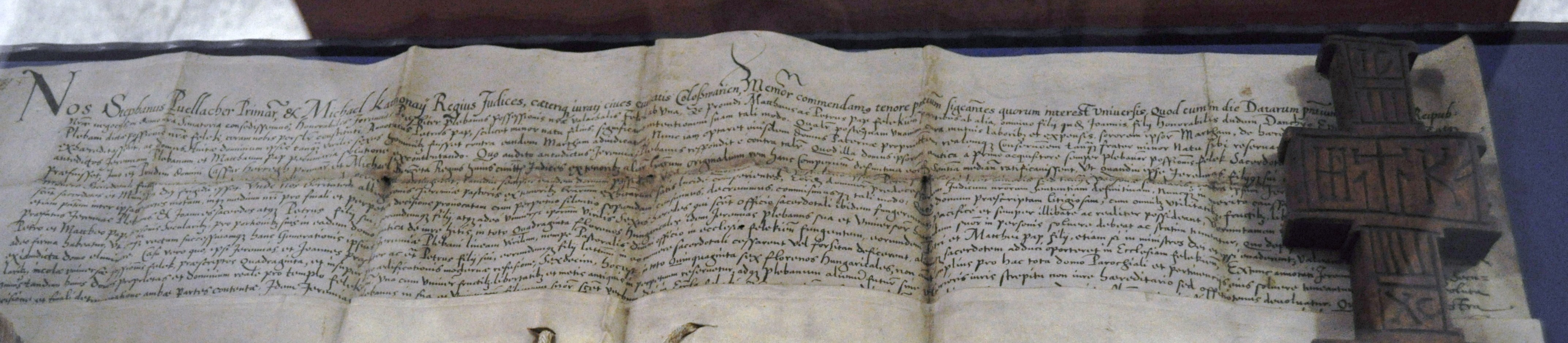
Document pe pergament din 1593 care menționează episcopii din Feleac (emitent: Primăria orașului Cluj)

Biserica „Cuvioasa Paraschiva" (a fost mai întîi biserică ortodoxă din 1488 pînă în 1700, iar după ocuparea Ardealului de către austrieci și impunerea greco-catolicismului în 1700, a devenit biserică greco-catolică în perioada 1700-1948, cu hramul „Adormirea Maicii Domnului"; iar din 1949 a redevenit ortodoxă, cu hramul schimbat în „Cuvioasa Paraschiva") din satul Feleacu, construită în 1516, a fost ridicată pe locul alteia mai vechi, cel mai probabil făcută din lemn. 

## Descriere
Biserica este atribuită ca fiind ctitorie a lui Ștefan cel Mare, atribuire contestată de medievistul Adrian Andrei Rusu. Monument de arhitectură gotică de tip biserică-sală cu 2 travee boltite în cruce pe ogive și absidă poligonală decrosată cu boltă pe nervuri, posedă picturi murale și icoane din secolul al XVIII-lea. 
Biserica a fost restaurată în anul 1925, sub patronajul regelui Ferdinand al României, după planurile cunoscutului arhitectului ardelean maghiar, de origine germană, din Banat, Károly Kós, când a fost ridicat și turnul (clopotnița). Textul inscripției de pe placa aplicată pe un perete al bisericii după finisarea renovărilor din anul 1925:

Renoitu-s-a și lărgitu-s-a acest vechi sfânt locaș cu hramul „Adormirea Născătoarei de Dumnezeu” cu cheltuiala credincioșilor și ajutorul ministrului culturii Al. Lăpedatu și al comisiunei din Cluj în anul Domnului 1925 sub stăpânirea Majestății Sale, regele unirii tuturor românilor. Ferdinand I. 

Mitropolit al Bisericii Unite cu Roma, părintele Vasile Suciu. 

Protopop al districtului, Ilie Dăianu, din Cluj. 

Paroh al satului, Nicolae Nicoară.
Confiscată la începutul anului 1949 de Biserica Ortodoxă Română ca urmare a scoaterii în afara legii a Bisericii Române Unite, Greco-Catolică, bisericii din Feleac i se schimbă și hramul în „Cuvioasa Parascheva" conform arhivelor Arhiepiscopiei Vadului, Feleacului și Clujului și este înscrisă pe lista monumentelor istorice din județul Cluj, elaborată de Ministerul Culturii si Patrimoniului Național din România în anul 2010 (cod LMI CJ-II-m-A-07613). 
La mănăstirea Feleacu a fost copiat un liturghier slavon, în 1481, și un tetraevanghelier, în 1488, din ordinul arhiepiscopului Daniil care-și avea reședința aici.

## Galerie de imagini

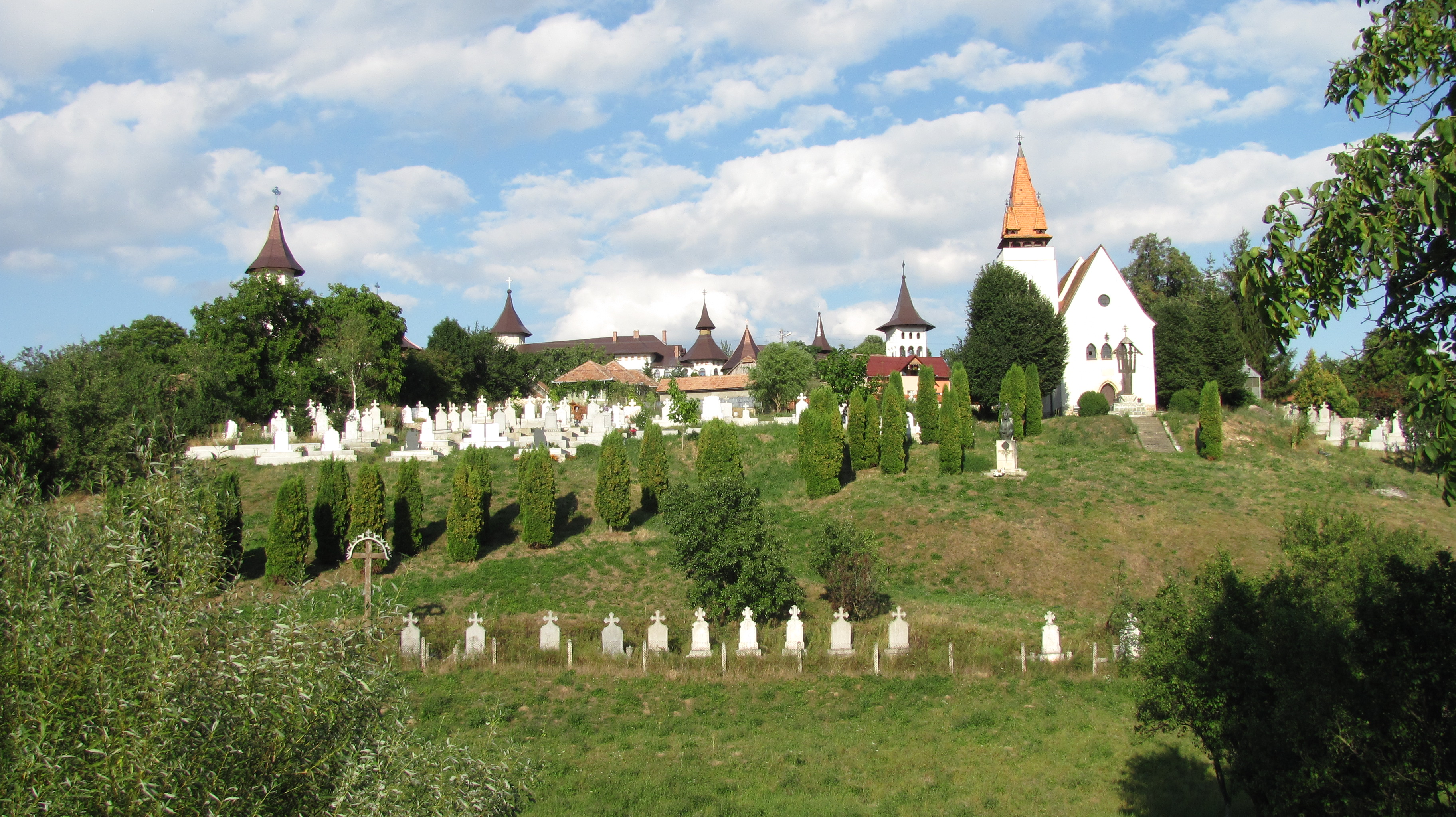
Biserica Ortodoxă "Sf.Paraschiva" (Feleacu, Cluj)
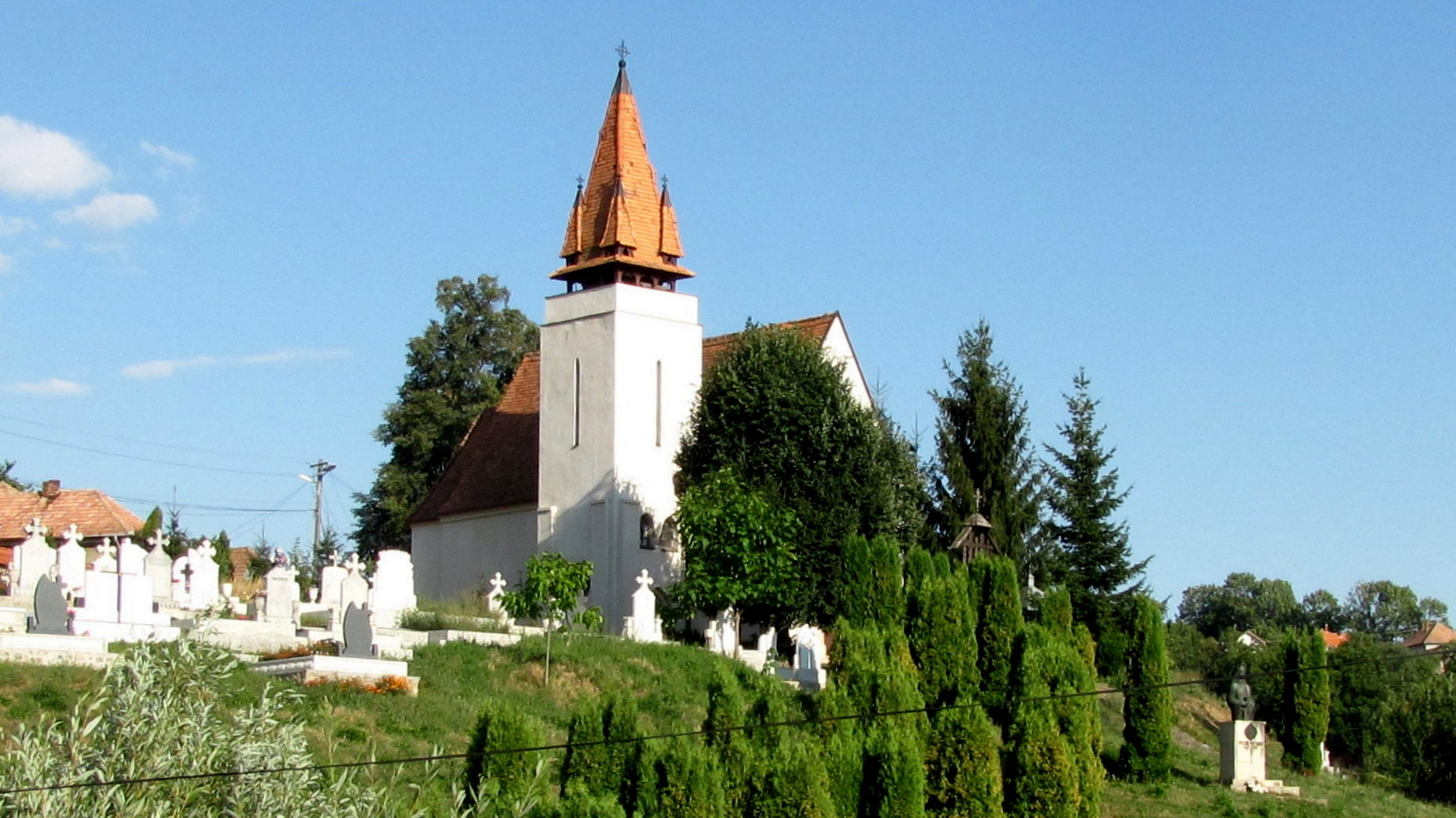
Biserica Ortodoxă "Sf.Paraschiva" (Feleacu, Cluj)
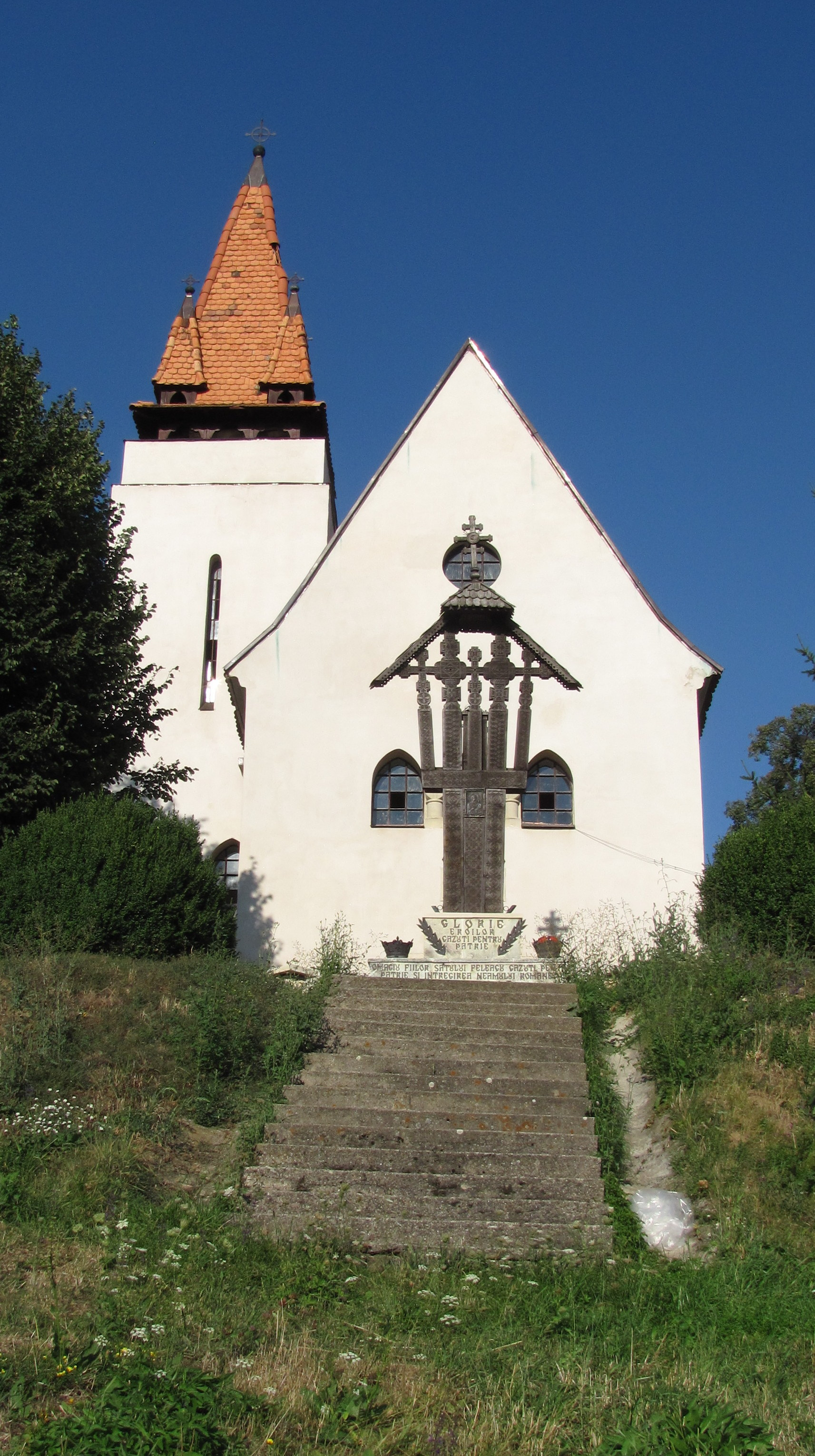
Biserica Ortodoxă "Sf.Paraschiva" (Feleacu, Cluj)
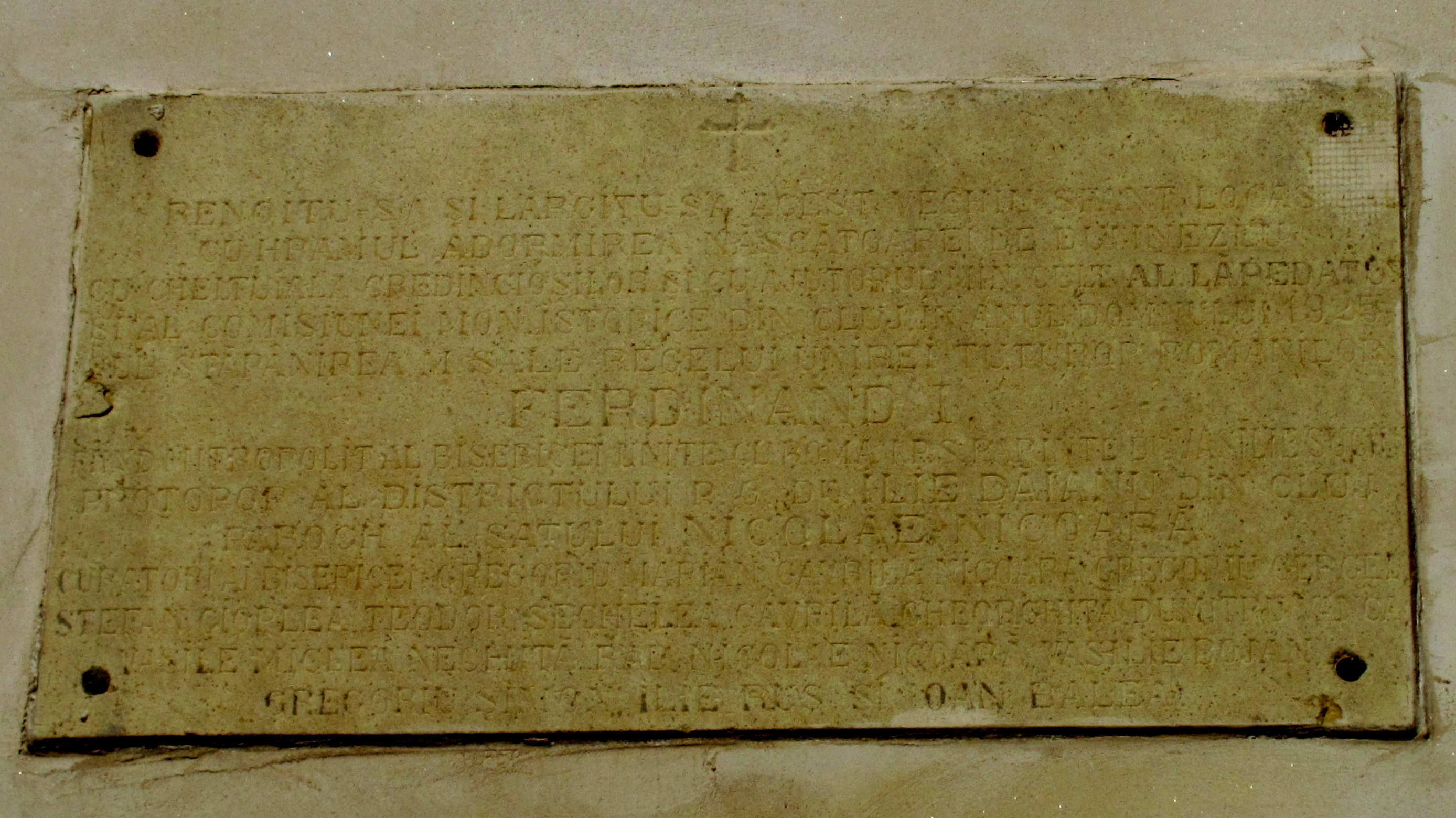
Biserica Ortodoxă "Sf.Paraschiva" inscripția greco-catolică din 1925 (Feleacu, Cluj)
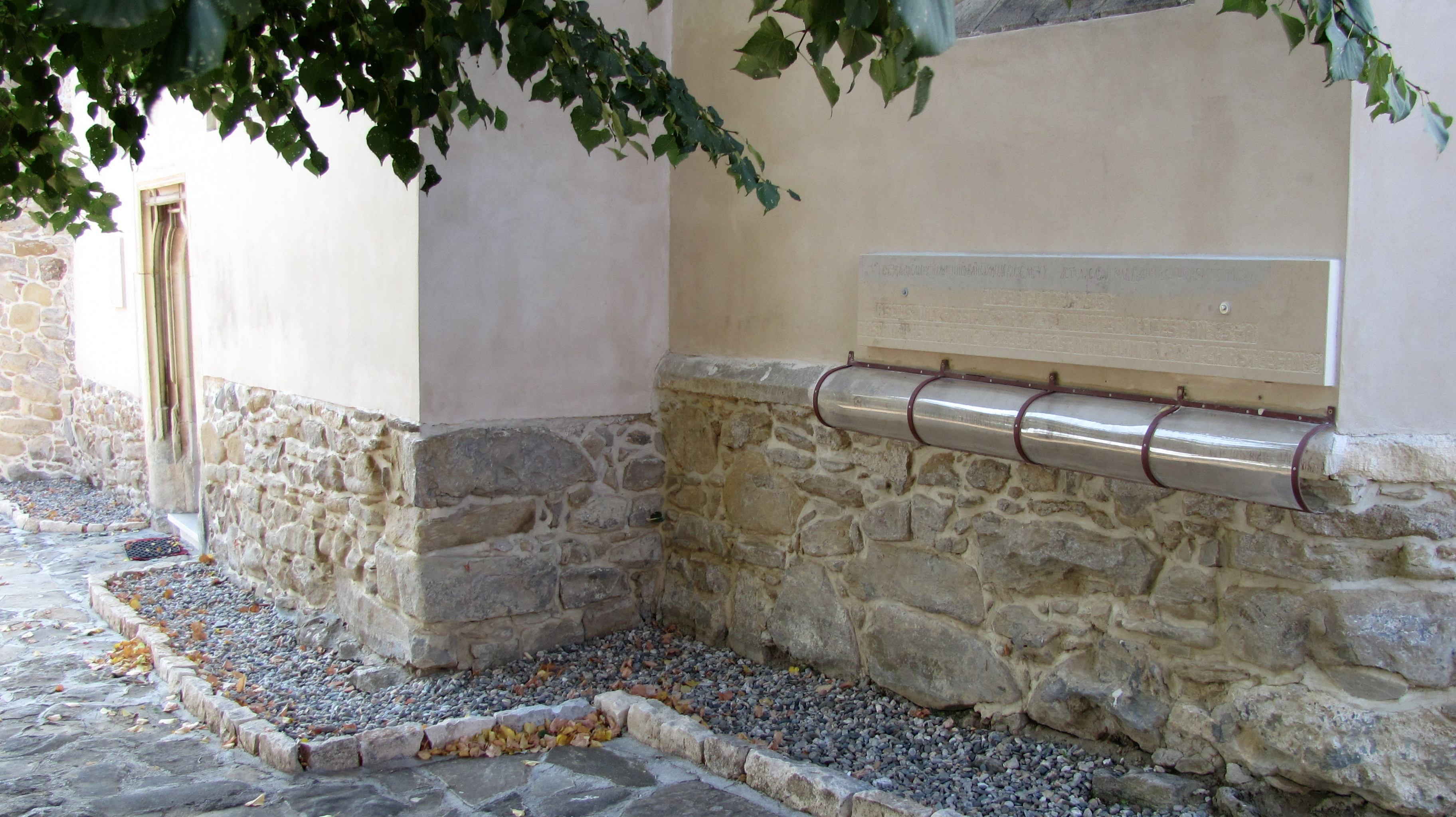
Biserica Ortodoxă "Sf.Paraschiva" inscripție (Feleacu, Cluj)
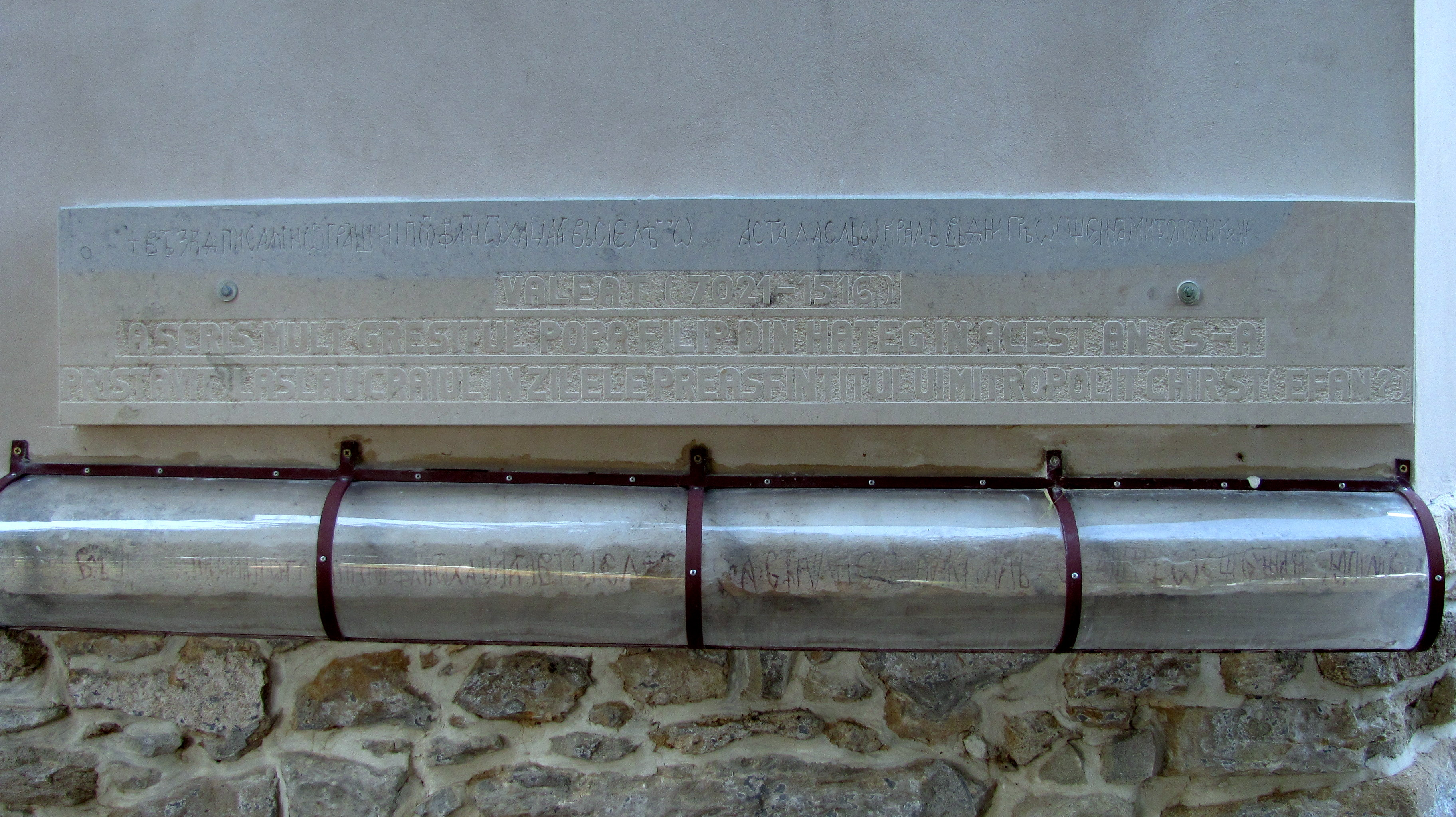
Biserica Ortodoxă "Sf.Paraschiva" inscripție (Feleacu, Cluj)
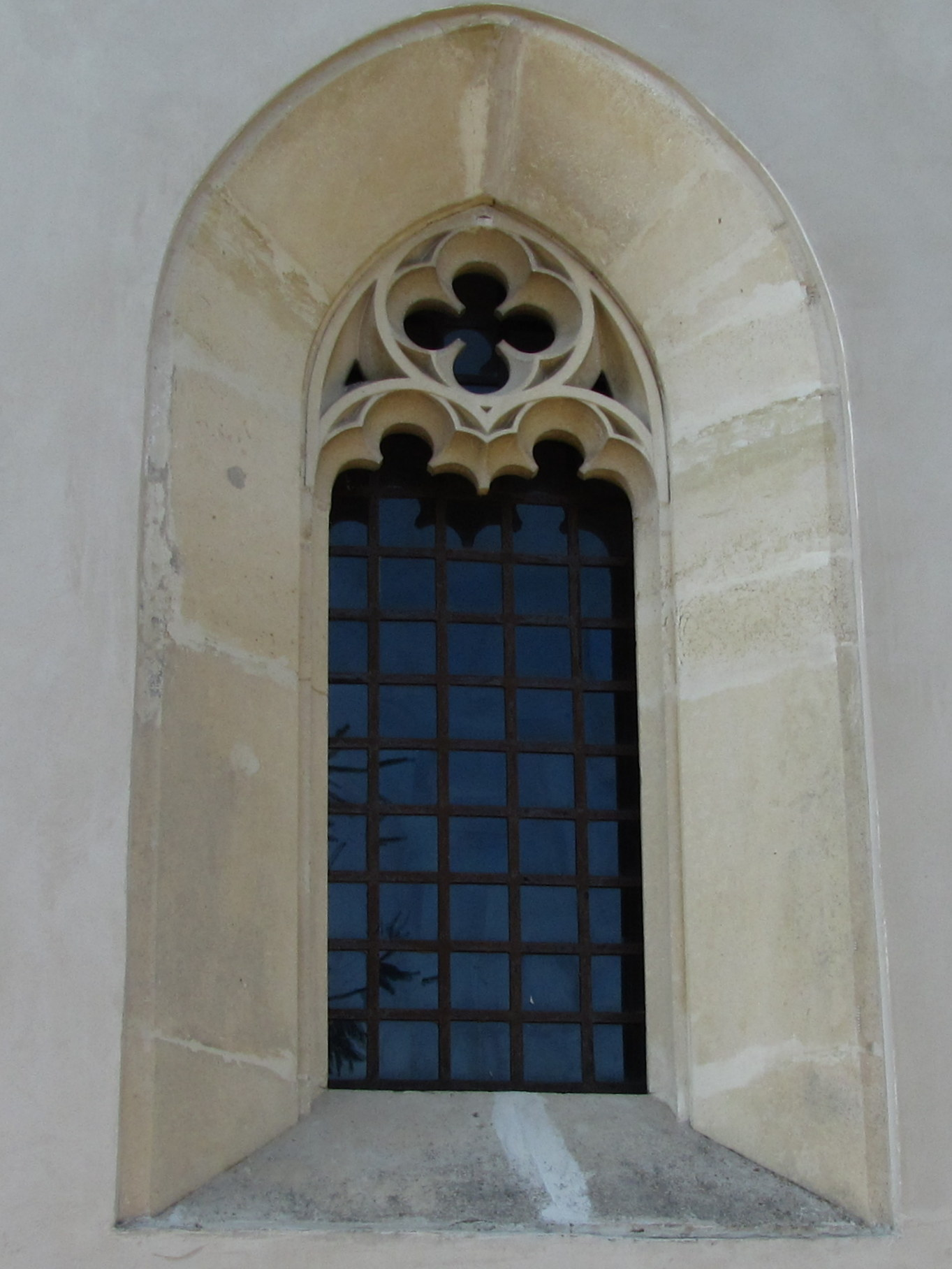
Biserica Ortodoxă "Sf.Paraschiva" detaliu (Feleacu, Cluj)
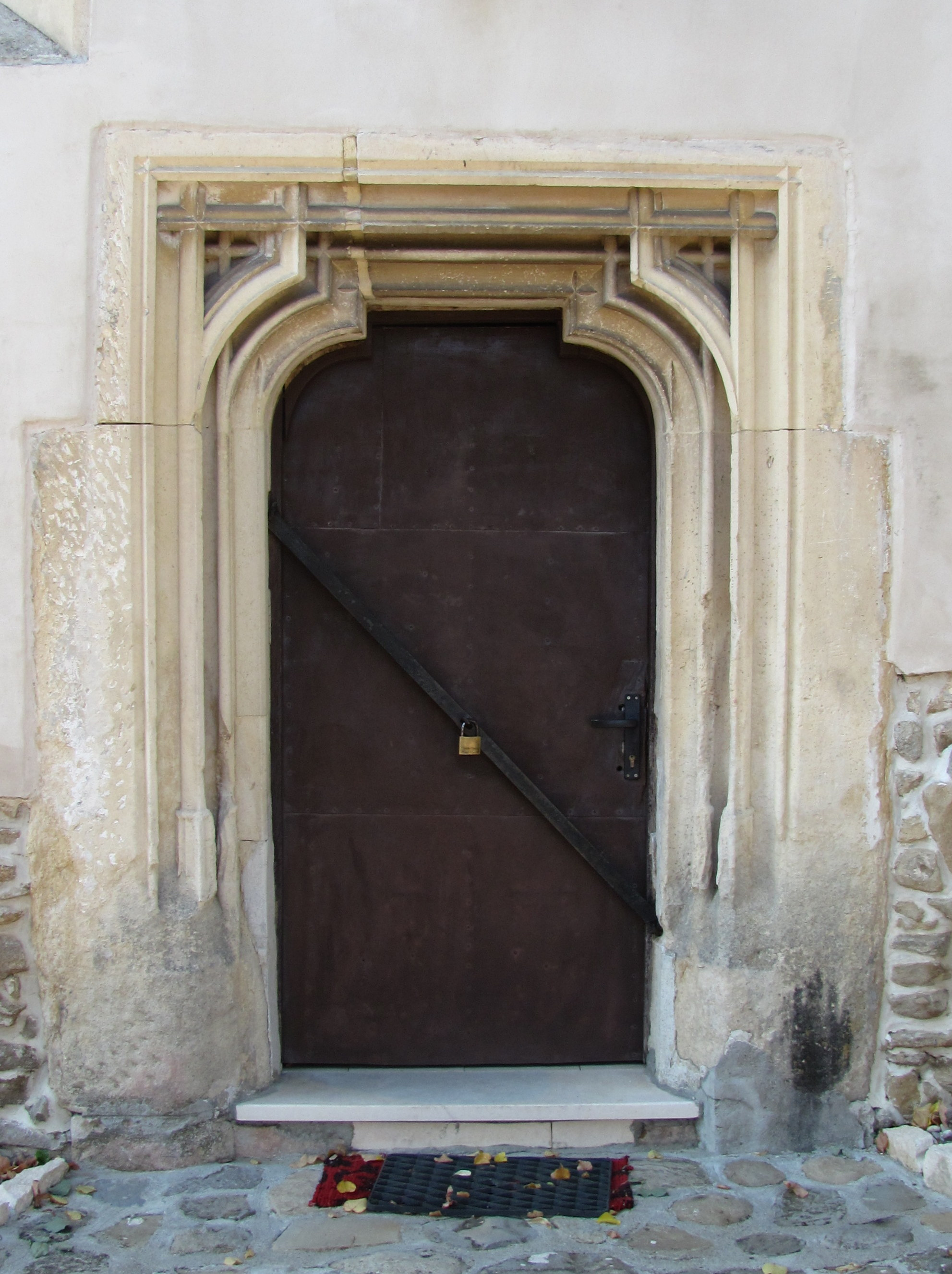
Biserica Ortodoxă "Sf.Paraschiva" detaliu (Feleacu, Cluj)
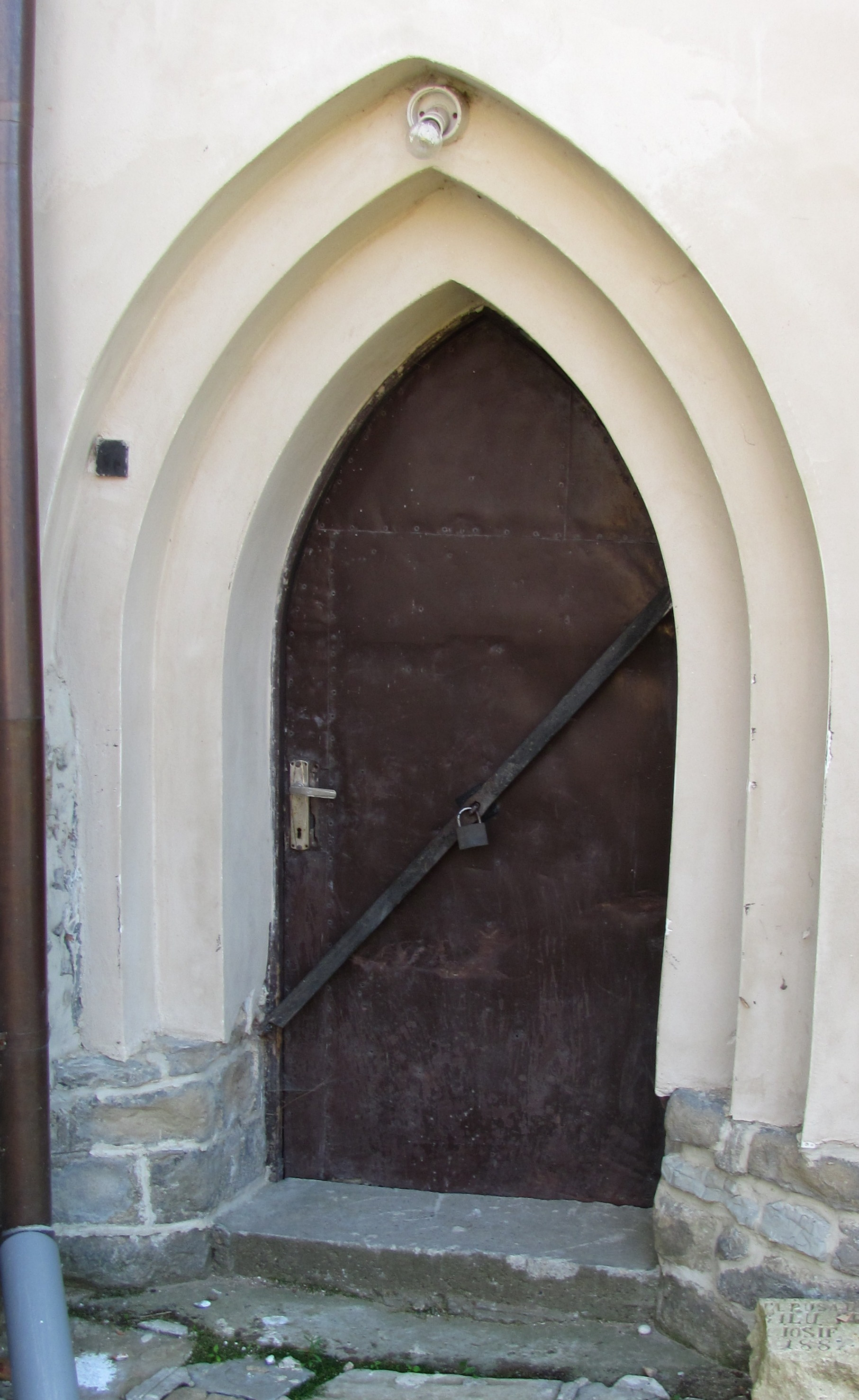
Biserica Ortodoxă "Sf.Paraschiva" detaliu (Feleacu, Cluj)
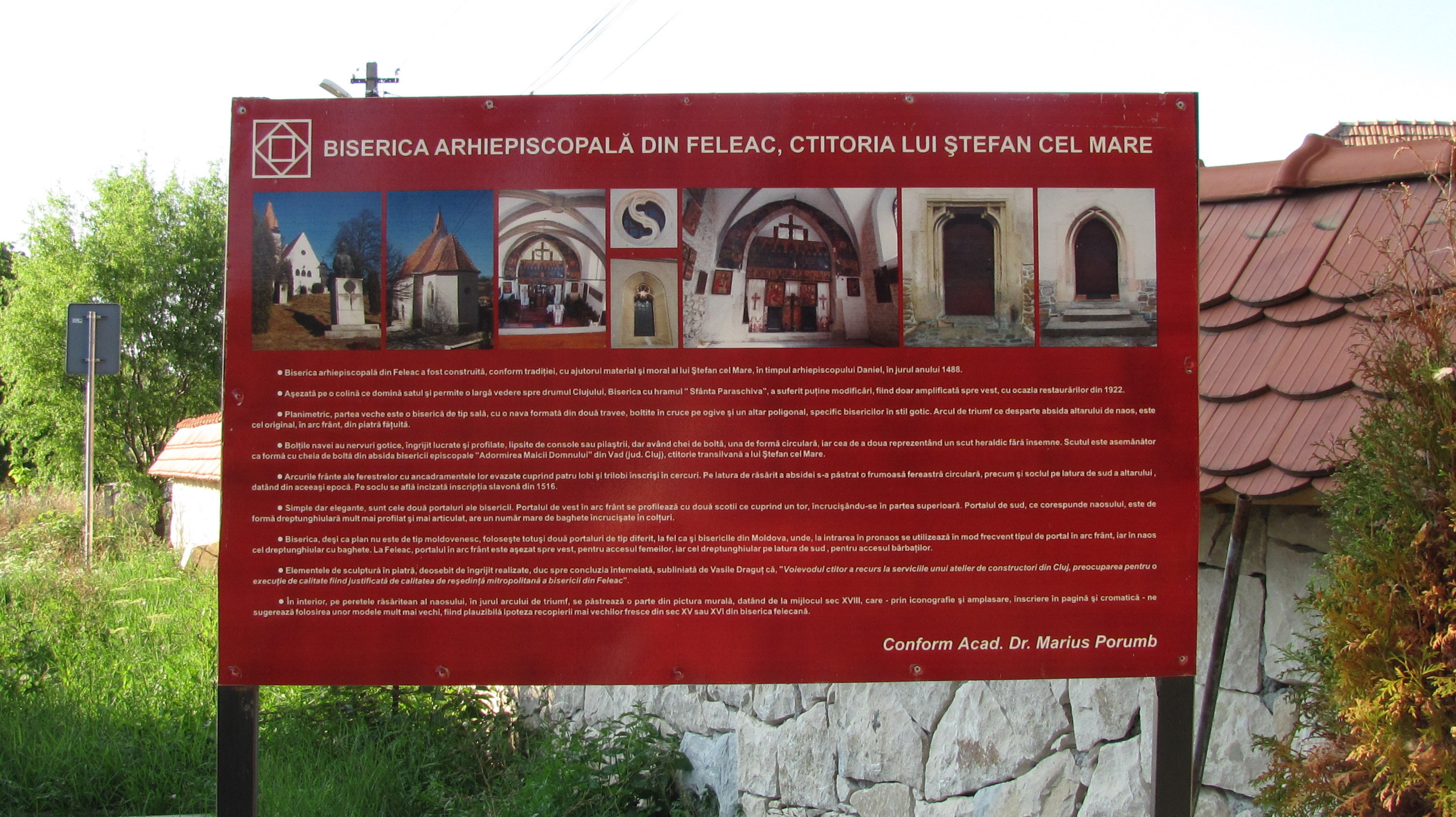
Biserica Ortodoxă "Sf.Paraschiva" panou informativ (Feleacu, Cluj)
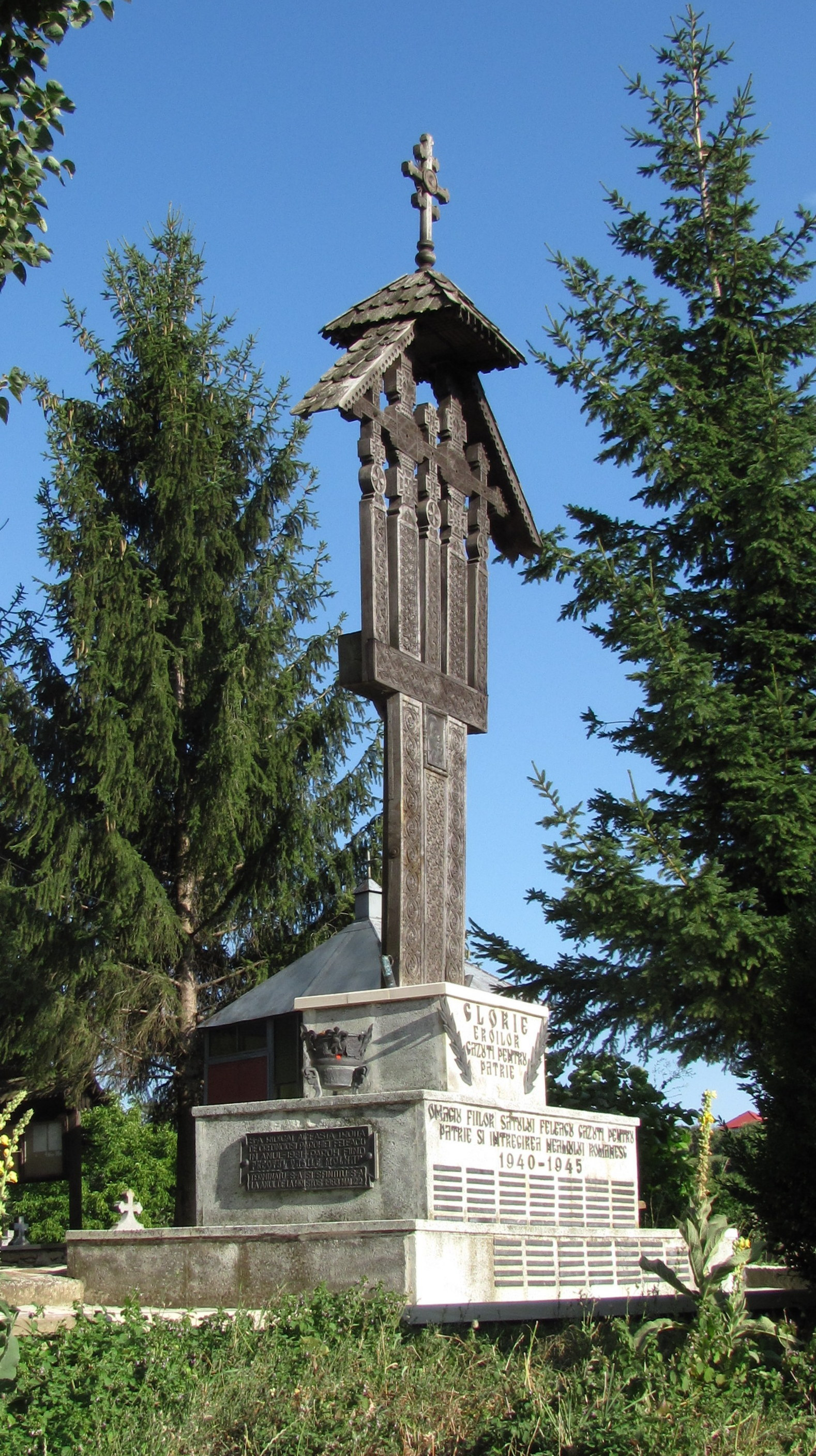
Monument "Glorie Eroilor căzuți pentru Patrie" (Feleacu, Cluj)